# سیروس آتابای

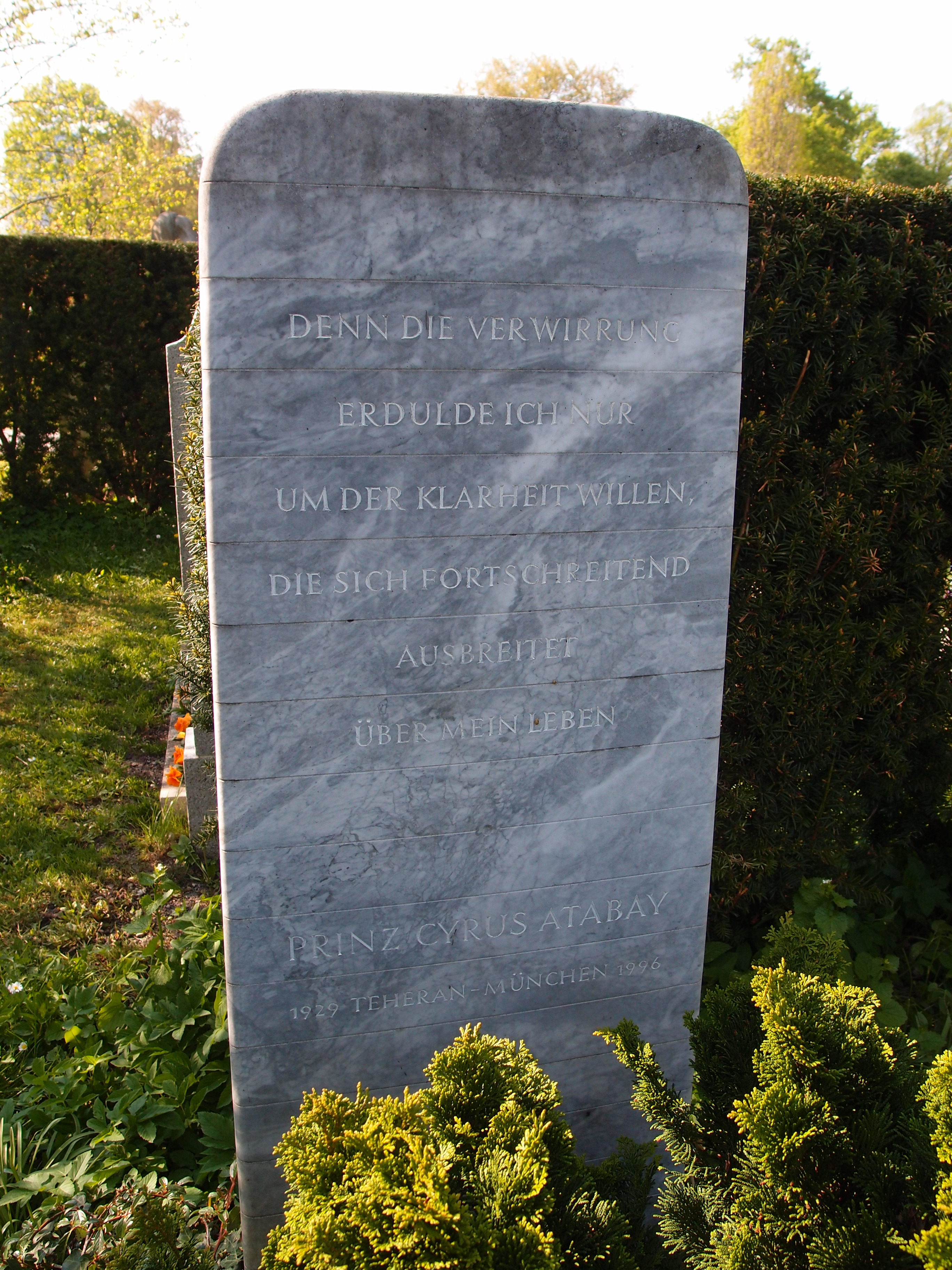
سنگ گور سیروس آتابای در گورستان شمالی در مونیخ

سیروس آتابای (۱۵ شهریور ۱۳۰۸ – ۶ بهمن ۱۳۷۴) شاعر ایرانی-آلمانی بود. پدرش هادی آتابای، پزشک و مادرش فاطمه پهلوی ملقب به همدم‌السلطنه پهلوی، بزرگ‌ترین فرزند رضاشاه بود.

## زندگی
در سال ۱۹۳۷میلادی به همراه برادرش امیررضا آتابای برای تحصیل روانهٔ برلین شد. جایی که پدرش پزشکی خوانده بود.اما با شروع جنگ جهانی دوم قرار بر آن شد که دو برادر برای ادامهٔ تحصیل به سوئیس فرستاده شوند. اما به گفتهٔ آتابای از آن جا که سرپرست آن‌ها در انجام این امر قصور کرد، سیروس نوجوان در آلمان ماندگار شد. پس از پایان جنگ به ایران بازگشت ولی چون خواندن و نوشتن به زبان فارسی را نیاموخته بود، نتوانست در یکی از مدارس تهران و در کلاس متناسب با تحصیلات خودش ثبت‌نام کند.به پیشنهاد خودش راهی سوئیس شد و دورهٔ دبیرستان را در آن جا به پایان برد. اولین سروده‌های آتابای به سال ۱۹۵۰ در روزنامهٔ «کردار» چاپ زوریخ که ماکس رایشنر شاعر و نویسندهٔ نامدار آلمانی‌زبان سوئیسی دبیری صفحهٔ ادبی آن را بر عهده داشت،‌ منتشر شدند.
در سال ۱۹۵۲ به قصد تحصیل در رشتهٔ زبان و ادبیات آلمانی در دانشگاه مونیخ ثبت‌نام کرد ولی به شهادت دوستانش به‌ندرت در کلاس‌های درس شرکت می‌کرد و باور داشت مطالعات شخصی او برایش بسیار پربارترند. سیروس از همان زمان چنان شیفته و مجذوب شعر و شاعری و مستحیل در جهان واژه‌ها بود که هیچ‌یک از دوستانش جامه‌ای جز ردای شاعری را برازندهٔ او نمی‌یافتند.
از میان شاعران و نویسندگان آلمانی به کلمنس برنتانو، ادوارد موریکه، گوتفرید بن و برتولت برشت ارادتی خاص داشت و با اریش فرید شاعر اتریشی و الیاس کانتی شاعر و نویسندهٔ بلغاری‌تبار دوستی نزدیک داشت. به رمانتیسیست‌ها به دلیل کلام معجزه‌ آسایشان عشق می‌ورزید و مدرنیست‌ها را به سبب دوری‌جستن از خودفریبی می‌ستود. او در میان شاعران زمانه‌اش کاملاً شناخته شده بود. چنان‌که گرهاردباخ لایتر می‌نویسد: زبان ادبی آتابای در کتاب «سر برآوردن در جایی دیگر» و به خصوص اشعار تقدیمی‌اش شوق مرا برانگیخت تا در ۲۳ ژوئیه شعر «برای آ. س» را بنویسم.
ماکس رایشنر در کتاب «شعر زمانه ما» (مجموعه اشعار شاعران جوان آلمانی) می‌نویسد: «به رغم ویژگی‌هایی که آتابای خواهی نخواهی از فرهنگ شرقی -ایرانی با خود به همراه آورده‌است، می‌توان او را در ردیف شاعران جوان آلمانی قرار داد.» ریشارد اکسنر می‌نویسد: «درباره‌اش گفته‌اند که زندگی‌اش را وقف حرفهٔ شاعری کرد؛ تقدیر چنین بود. او انسانی صمیمی، نسبتاً ساکت و دیرجوش بود. او استعداد این را داشت که اگر از شخص مورد علاقه‌اش دعوت می‌کرد که به ملاقاتش بیاید، در طول این دیدار دربست در خدمت او باشد. آن دوست یا میهمان می‌رفت و می‌دانست که این ساعاتی فراموش‌نشدنی از زندگی او بوده‌است. مهم نبود که این دیدار تکرار می‌شود یا نه. در هر حال «به امید دیدار» گفتن از «بدرود» گفتن بهتر است.چنین انسان‌هایی تا مدت‌ها پس از مرگ‌شان هنوز در زندگی تو حضور دارند. از زمانی که او را شناختم (بیش از چهل سال) می‌دانستم که او همواره در زندگی من حضور خواهد داشت،حتی اگر مدت‌ها او را نبینم و با او صحبت نکنم. هر دو همواره دست‌کم می‌دانستیم که آن دیگری به چه کار مشغول است اما ملاقات واقعی و برای مدتی در کنار هم نشستن، رخدادی بود که به هدیهٔ عالم غیب می‌مانست و ارزش این را داشت که این روز را به خاطر بسپاری. حتی بدون دفتر خاطرات.»
آتابای سال‌های دههٔ شصت میلادی (چهل شمسی) را به تناوب در تهران و لندن گذراند. اواخر همین دهه برای مدتی به گروه ادبی طُرفه متشکل از گروهی از شاعران جوان آن زمان پیوست. حاصل این همکاری انتشار منتخبی از سروده‌هایش به زبان فارسی بود که برگردان آن‌ها با نظارت خودش صورت پذیرفت. در سال‌های ۱۹۷۹ تا ۱۹۸۳ را در لندن به سر برد و پس از آن تا زمان مرگش (آخر ژانویهٔ ۱۹۹۶) در مونیخ سکونت داشت. این شاعر توانا و پرکار در طول چهار دهه فعالیت شعری، شانزده مجموعه شعر به دست چاپ سپرد که چند جایزهٔ ادبی از جمله جایزهٔ «هوگو یاکوبی» و جایزهٔ «آدلبرت فون کامیسو» را برایش به ارمغان آوردند. این کتاب با وجود این که بخش‌هایی از آن به زندگی آتابای و نقل خاطرات دوستان و همکاران او اختصاص دارد اما شامل شعرهای این شاعر نیز می‌شود. شعرهایی که بخشی از آن را بیژن الهی و بخش دیگر را مهرداد صمدی ترجمه کرده‌اند. در این میان ترجمه صمدی پیش‌تر در سال ۱۳۴۴ با عنوان «وادی شاپرک‌ها» چاپ شده بود.

## جوایز
۱۹۵۷: جایزهٔ هوگو یاکوبی پرایس
۱۹۸۳: عضو آکادمی Bayerische der Schönen Künste (آکادمی هنرهای زیبای باواریا)
۱۹۹۰: جایزهٔ آدلبرت فون شامیسو
۱۹۹۳: عضویت در Deutsche Akademie für Sprache und Dichtung (آکادمی زبان و ادبیات آلمانی)

## آثار
- 1956: Einige Schatten. Gedichte (partiell vertont von Peter Mieg: Mit Nacht und Nacht, 1962)
- 1958: An- und Abflüge. Gedichte
- 1960: Meditation am Webstuhl. Neue Gedichte
- 1964: Gegenüber der Sonne. Gedichte und kleine Prosa
- 1968: Gesänge von morgen
- 1969: Doppelte Wahrheit. Gedichte und Prosa
- 1971: Die Worte der Ameisen. Persische Weisheiten
- 1974: An diesem Tage lasen wir keine Zeile mehr. Gedichte
- 1977: Das Auftauchen an einem anderen Ort. Gedichte
- 1981: Die Leidenschaft der Neugierde. Neue Gedichte
- 1983: Stadtplan von Samarkand. Porträts, Skizzen, Gedichte
- 1983: Salut den Tieren. Ein Bestiarium
- 1985: Prosperos Tagebuch. Gedichte
- 1986: Die Linien des Lebens. Gedichte
- 1990: Puschkiniana. Gedichte
- 1991: Gedichte
- 1992: Leise Revolten. Kleine Prosa aus drei Jahrzehnten
- 1994: Die Wege des Leichtsinns. Zerstreutes äolisches Material. Gedichte

## ترجمه از کتب فارسی
۱۹۹۳: اشعار حافظ
۱۹۹۳: ابوالعلاء معری، نیاز بی فایده
۱۹۹۶: مولوی، با شب گفتم
۱۹۹۷: مولوی، تبریز شمس

## کتابشناسی
- Dusseldorf: Classen Verlag، ۱۹۷۱ = 1350.Die Worte der Ameisen/ Cyrus Atabay 100p
- Hamburg -2:, Classen Verlag, Gesange von Morgen: neue Iranische lyrik/ Cyrus Atabay ۱۹۶۸ = ۱۳۴۷، 126p
- Die schönsten Gedichte aus dem klassischen Persien\ Hafis, Rumi, Omar Chajjam; Übertragen von Cyrus Atabay; Herausgegeben und mit einem Nachwort Versehen von Kurt Scharf

- وادی شاپرک‌ها: ب‍رگ‍زی‍ده ۱۹۶۴ ت‍ا ۱۹۵۴. تهران: طرفه، ۱۳۴۴.
- نقشه شهر سمرقند. ترجمه تورج رهنما.
- نزدیک نور: شعر و زندگی سیروس آتابای. به انتخاب هادی محیط. تهران: پیکره، ۱۳۹۲. شابک 978-600-6728-13-1[۴]